# Betriebsfinanzamt
In Deutschland ist als Betriebsfinanzamt dasjenige Finanzamt definiert, das für Grundlagenbescheide („gesonderte Feststellungen“ nach § 180 AO) im Zusammenhang mit Einkünften aus Gewerbebetrieb örtlich zuständig ist. Die Zuständigkeit ist in § 18 Abs. 1 Nr. 2 AO geregelt:
„Für die gesonderten Feststellungen nach § 180 ist örtlich zuständig: [...] 
- bei gewerblichen Betrieben mit Geschäftsleitung im Geltungsbereich dieses Gesetzes das Finanzamt, in dessen Bezirk sich die Geschäftsleitung befindet,
- bei gewerblichen Betrieben ohne Geschäftsleitung im Geltungsbereich dieses Gesetzes das Finanzamt, in dessen Bezirk eine Betriebsstätte – bei mehreren Betriebsstätten die wirtschaftlich bedeutendste – unterhalten wird“.